# Hatutu
Hatutu (nel dialetto locale Hatutaʻa) è una piccola isola dell'Oceano Pacifico situata nell'arcipelago delle Isole Marchesi. Fa parte del gruppo di isole più settentrionali, separata da Eiao (la più vicina) da un canale di 3 km di larghezza e soli 50 metri di profondità. È posta 19 km a ovest di Motu One, mentre la più vicina isola abitata, Nuku Hiva, rimane 105 km a sud.
Scoperta nel 1791 da Joseph Ingraham, è un'isola formatasi 4,9 milioni di anni fa, ed è costituita prevalentemente da basalto. Costituisce, assieme alla vicina Eiao, parte di un'antica caldera collassata. Eiao emerge per la parte Nord-Ovest, mentre Hatutu per quella Sud-Est, innalzandosi sopra il livello del mare per un'altitudine massima di 428 m.
L'isola è disabitata, ed è una riserva naturale.